# Гунсунь Лун
Гунсу́нь Лун (кит. трад. 公孫龍; IV—III вв. до н. э.), Гунсунь Лун-цзы, Цзы-бин — древнекитайский философ. Родился в царстве Чжао. Один из наиболее известных (наряду с Дэн Си и Хуэй Ши) представителей Школы имён (мин цзя). Прославился как искусный спорщик.

## Творчество
Широкую известность получил приписываемым ему рассуждением о том, что «белая лошадь не лошадь» (кит. 白馬非馬 — бай ма фэй ма). Под его именем до нашего времени дошёл трактат из шести глав. Считается, что первая глава, представляющая собой введение, написана последователями философа. Согласно некоторым свидетельствам, у него было несколько учеников.
Гунсунь Луну также приписывают ряд парадоксальных высказываний, сохранившихся в «Чжуан-цзы» (глава 33) и в «Ле-цзы» (глава 4). Некоторые из этих высказываний напоминают апории Зенона Элейского «Дихотомия» и «Летящая стрела». Гунсунь Лун выступал противником войн. По мнению, крупнейшего историка китайской философии Фэн Ю-ланя, Гунсунь Лун подчеркивая абсолютность и постоянство имен, пришёл к теории платоновских идей. Имеются сведения о встрече Гунсунь Луна и представителя Школы инь ян (инь ян цзя) Цзоу Яня. Интерес к философии Гунсунь Луна, как и интерес к наследию Школы имен (мин цзя) в целом, в последние годы неуклонно растет.

## Главы памятника, переведённые на русский язык
- Глава вторая. О белой лошади (白馬論). Пер. Э. В. Никогосова. Есть также перевод А. М. Карапетьянца.
- Глава третья. О проникновении в изменения (通變論). Пер. Э. В. Никогосова
- Глава четвёртая. О твердом и белом (堅白論). Пер. Э. В. Никогосова

## Свидетельства о жизни и учении
- «Гунсунь Лун был мастером парадоксов и вычленения истины, выделил понятия „тождество“ и „различие“, отделил „твёрдое“ и „белое“. Он шёл своим путём, не с массой».

«Хуайнань-цзы». Глава одиннадцатая.
кит. 公孫龍折辯抗辭，別同異，離堅白，不可與眾同道也。
- «В Чжао был также Гунсунь Лун, который рассуждал о твёрдости и белизне, о тождестве и различии».

Сыма Цянь Ши цзи. Глава семьдесят четвёртая. Жизнеописание Мэн-цзы и Сюнь Цина.
кит. 而趙亦有公孫龍為堅白同異之辯。

## Сочинения
Гунсунь Лун-цзы. Главы 2,3,4. // Древнекитайская философия. Т.2. М., 1973. С.59-65.